# Mandub
Mandub är ett begrepp inom islamisk rättslära (fiqh). Inom den islamiska lagen (sharia) används det för att beteckna rekommenderade handlingar eller handlande som är till "det allmännas bästa" (maslaha), till exempel att ge allmosor utöver zakat eller fasta extra utöver ramadan. Man får andlig belöning (thawab) om man beter sig enligt mandub. Gör man inte det betraktas det som klandervärt men inte straffbart.
Sunna, mustahabb, och nafl används ofta som synonymer till mandub. Sunna inkluderar handlingar som profeten Muhammed gjorde, rekommenderade eller lät människor att göra. Profetens sunna kan också ha en annan innebörd i fiqh då den utgör inte bara mandub, utan också grunden för att betrakta visst handlande som wajib, makruh eller haram. Enligt rättskolorna shafi och maliki är en handling sunna om Muhammed utförde den regelbundet. Om man vet att Muhammed utförde en handling en eller två gånger kallas detta handlande mustahabb. Enligt den hanafitiska rättsskolan skall man fullfölja en mandub-handling om man har påbörjat den, eller med andra ord – en påbörjad mandub-handling blir wajib enligt hanafi.